# Acadian (автомобиль)
Acadian — марка автомобилей, выпускавшихся с 1962 по 1971 год корпорацией General Motors. Марка Acadian была представлена для того, чтобы канадские дилеры Pontiac-Buick имели компактный автомобиль для продажи, поскольку Pontiac Tempest в Канаду не поставлялся. Первоначально планы предусматривали, что Acadian будет основан на Chevrolet Corvair, который производился в Ошаве; тем не менее, концепция была перенесена на платформу Chevy II, которая была представлена в 1962 году. Автомобили Acadian также продавались в Чили, однако сборка была организована в Арике.

## История

### Acadian (1962—1971)
Для развития автомобилестроения в Канаде в 1960-х годах в договоре APTA были приняты положения, запрещающие продажу некоторых автомобилей, произведённых в США. В ответ на это корпорация General Motors предложила определённые марки автомобилей, произведённых в Канаде, в первую очередь, для канадского рынка (Acadian и Beaumont). Первоначально автомобили Acadian являлись переделкой Chevy II. Автомобили средней ценовой категории получили индекс Invader, а топовая комплектация получила индекс Beaumont. В автомобилях применялись черты стиля Pontiac, такие как раздельная радиаторная решётка, хотя с 1966 года Acadian выпускался не как Pontiac, а как отдельная марка. Как и в случае с параллельно выпускавшимися Chevy II, автомобили Acadian выпускались с четырёхцилиндровыми, шестицилиндровыми и V-образными восьмицилиндровыми двигателями. Ни один Acadian Mark IV (с большим блоком цилиндров) никогда не выпускался в каком-либо году, в отличие от родственного автомобиля Chevrolet Nova SS. Выбор силовой установки зависел от модели и установленного двигателя, трёх-/четырёхступенчатой механической трансмиссии, либо двухступенчатой автоматической трансмиссии Powerglide. В первые годы производства автомобили Beaumont придавали больше яркости, чем их аналоги Chevy II Nova. В 1963 году была представлена новая серия среднеразмерных автомобилей Acadian под названием Canso, по цене между Beaumont и Invader. Автомобиль выпускался в кузовах двух- или четырёхдверный седан.
В 1964—1965 годах название Beaumont было перенесено на переделанную версию Chevrolet Chevelle, в то время как название Canso было перенесено на топовую компактную модель, эквивалентную Nova. Базовая модель получила серийное название «Invader». Технические характеристики Acadian (1966): 
- Шестицилиндровые двигатели мощностью 120 л. с. со степенью сжатия 8,5, либо восьмицилиндровые двигатели мощностью 195—350 л. с. со степенью сжатия 9,25—11,00.
- Длина: 4,65 м.
- Ширина: 1,81 м.
- Высота: 1,37 м.
- Диаметр поворота: 11,7 м.
- Передняя колея: 1,44 м.
- Задняя колея: 1,43 м.
- Объём бака: 13,5 имперских галлонов.

В 1966 году Beaumont также стал самостоятельным брендом, без названия Acadian. В 1966—1977 годах на автомобили Beaumont продолжали ставить кузова Chevrolet Chevelle с незначительными изменениями стиля, включая другие задние фонари и раздельную радиаторную решётку в стиле Pontiac. В интерьере имеется приборная панель от американской серии Pontiac Tempest/LeMans/GTO. Силовые установки были идентичны Chevelle за исключением двигателя объёмом 396 кубических дюймов, мощностью 375 л. с. Единственное исключение из модельного ряда Chevelle/Beaumont составляет кабриолет. Такая модель никогда не входила в модельный ряд Chevelle в США, хотя и была в Канаде. Все автомобили Acadian и Beaumont имели двигатели и трансмиссии Chevrolet. Beaumont был снят с производства после 1969 года, после чего канадские дилеры продавали Pontiac LeMans. Автомобили Acadian продолжали оснащаться кузовом Chevy II/Nova до середины 1971 года, после чего преемниками стали Pontiac Ventura II.

#### Галерея

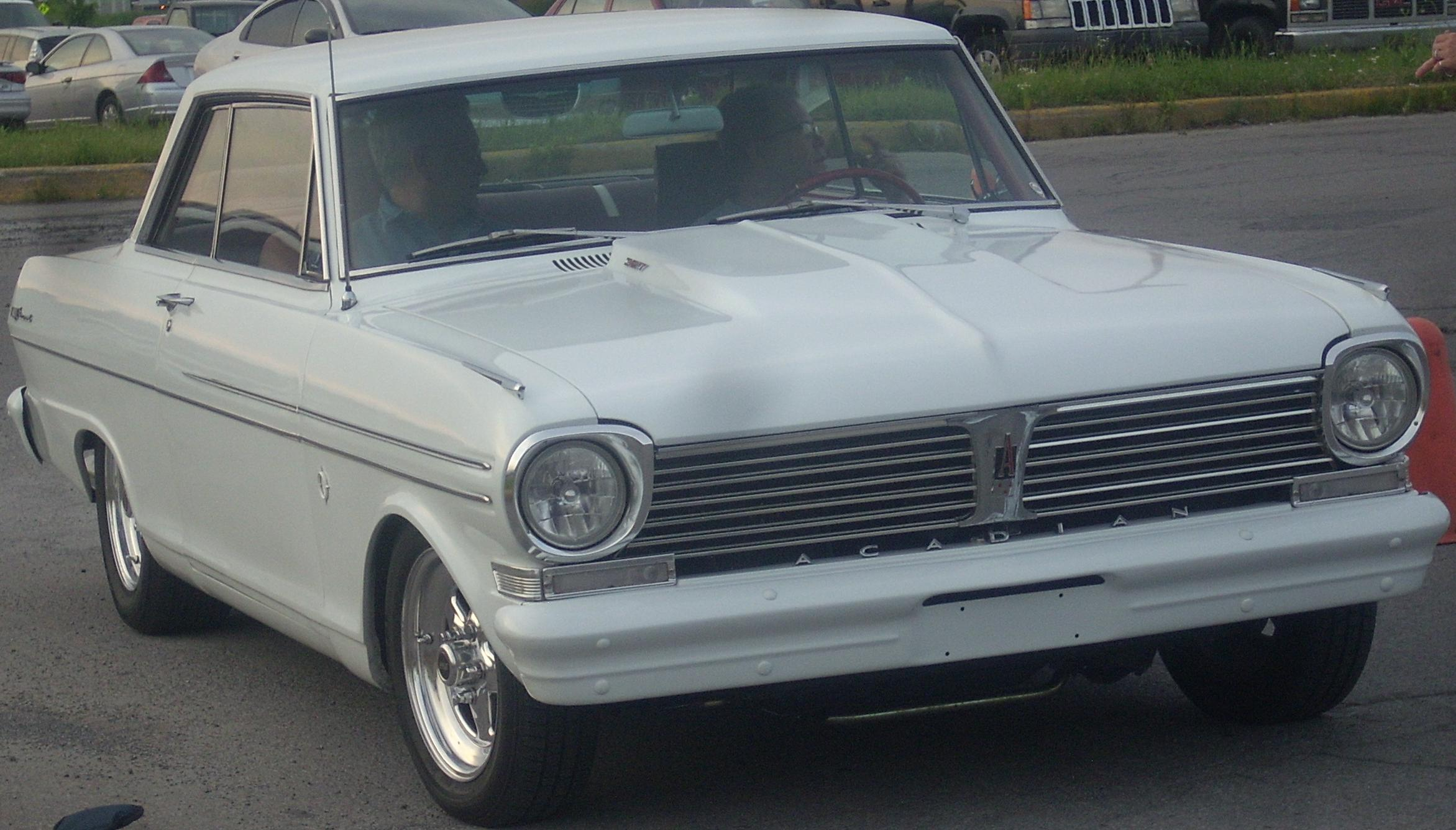
Acadian Beaumont Sport Coupe (1962)
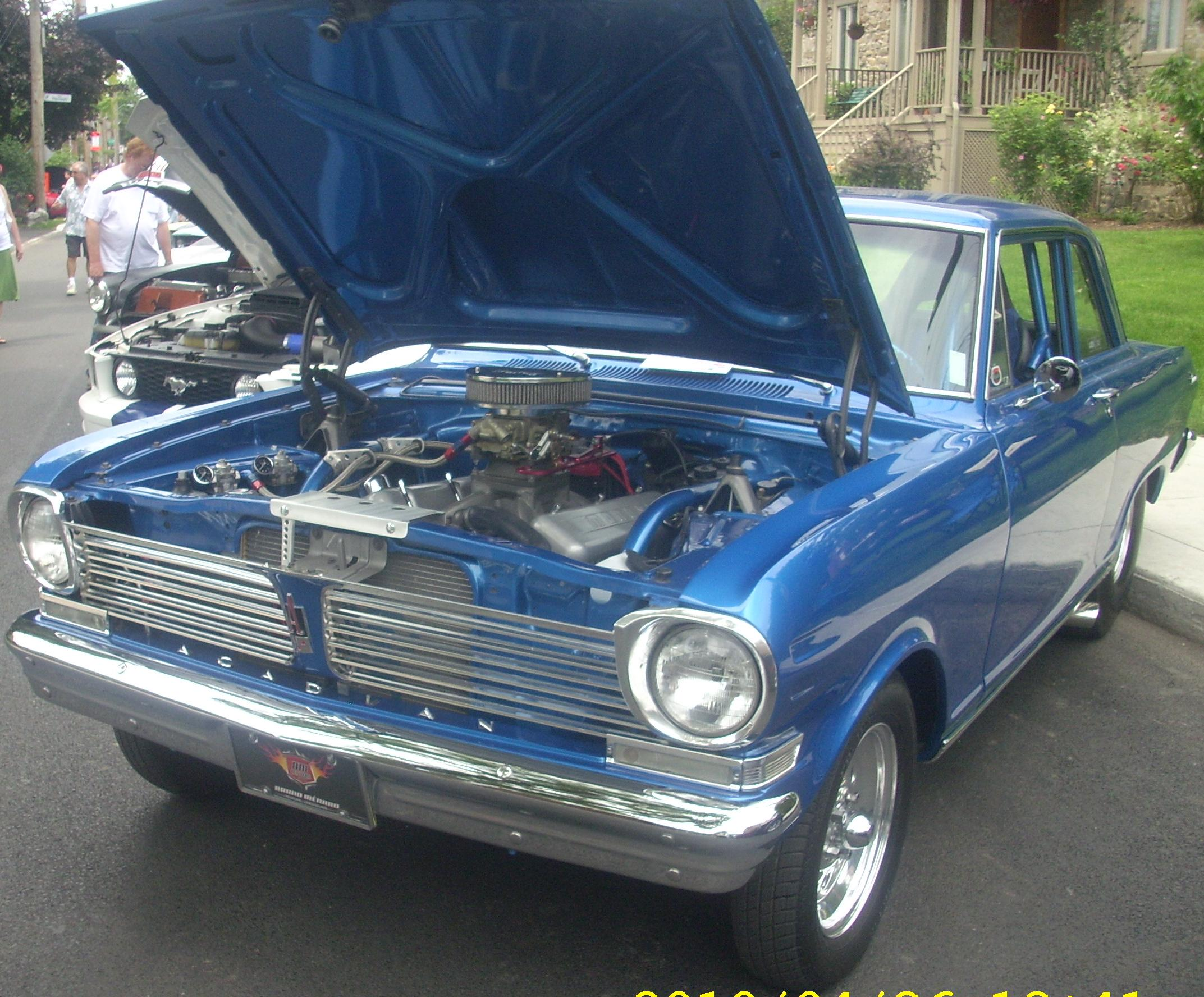
1962 Acadian
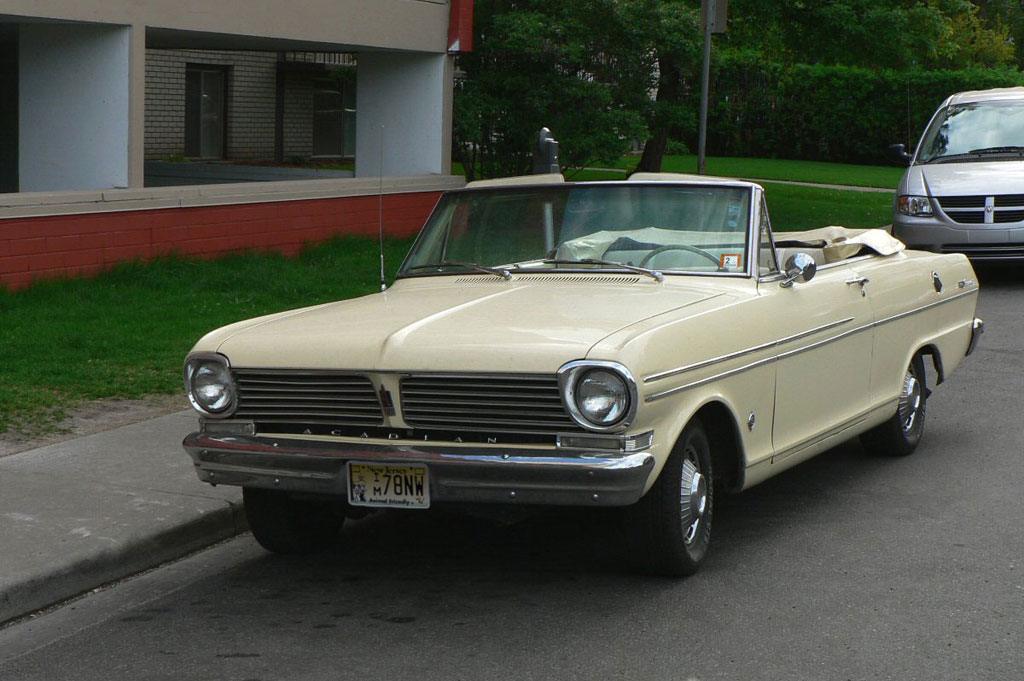
1962 Acadian Beaumont
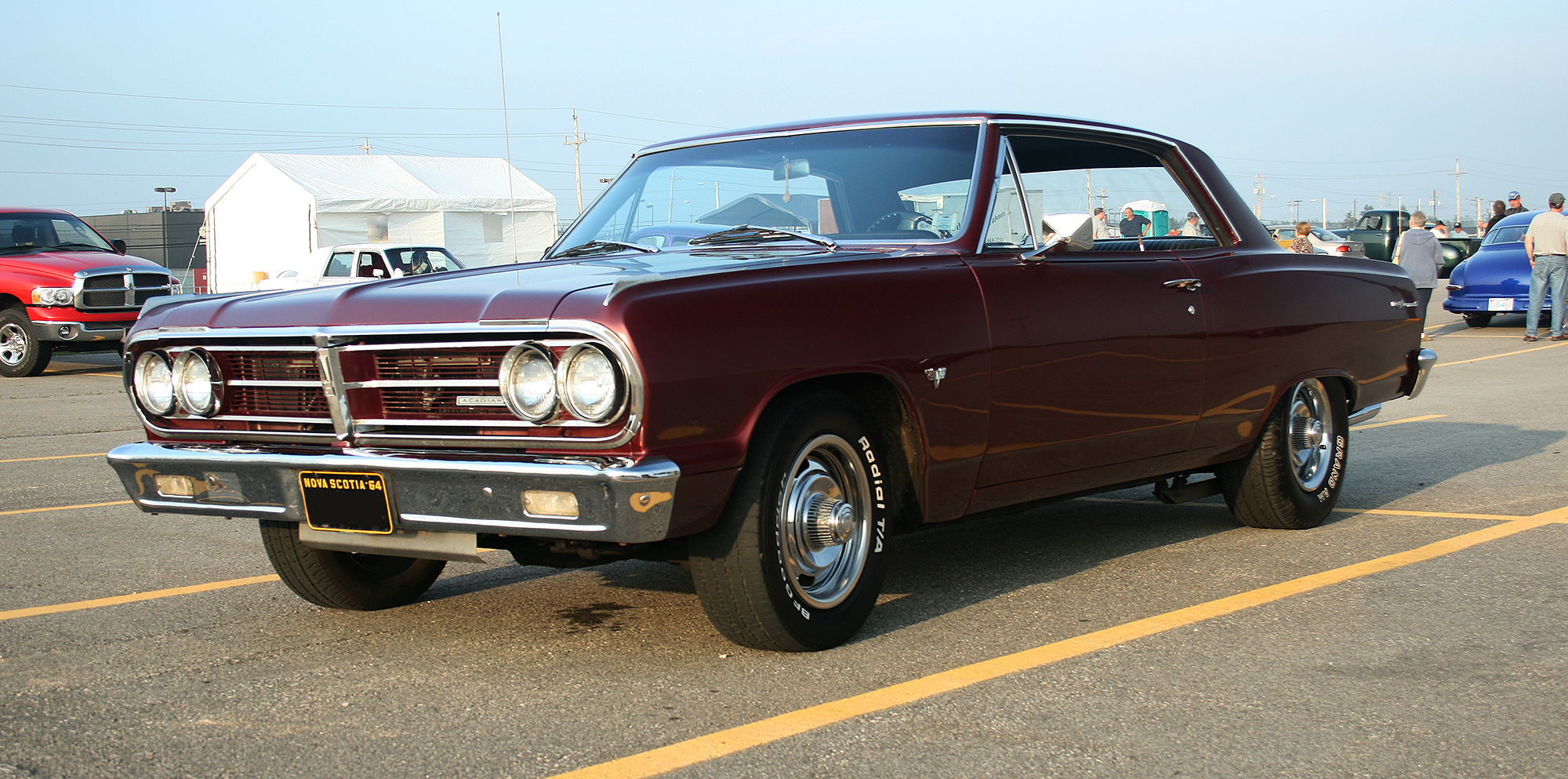
1964 Acadian Beaumont Sport Coupe
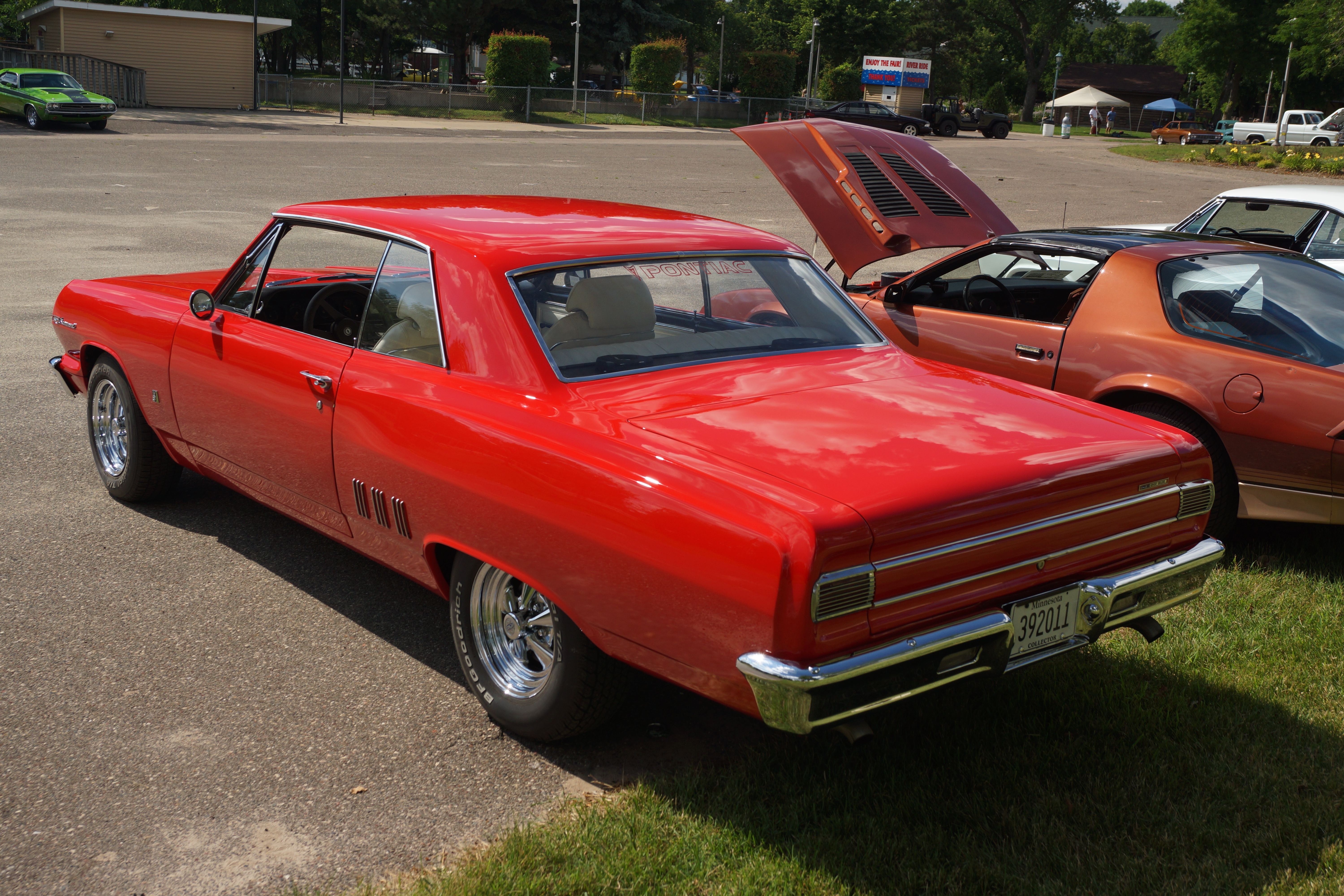
1965 Acadian Beaumont Sport Deluxe
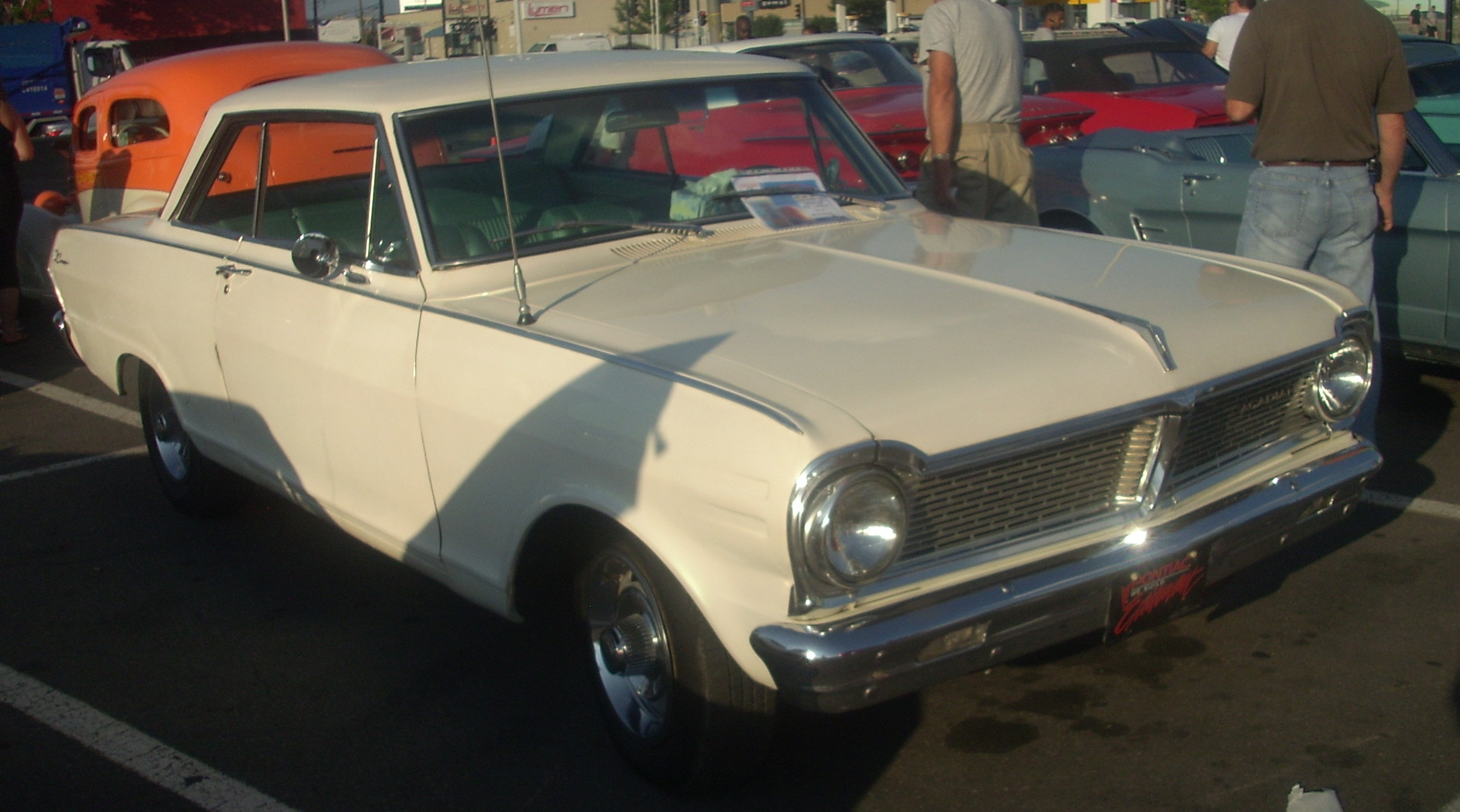
1965 Acadian Canso Sport Coupe
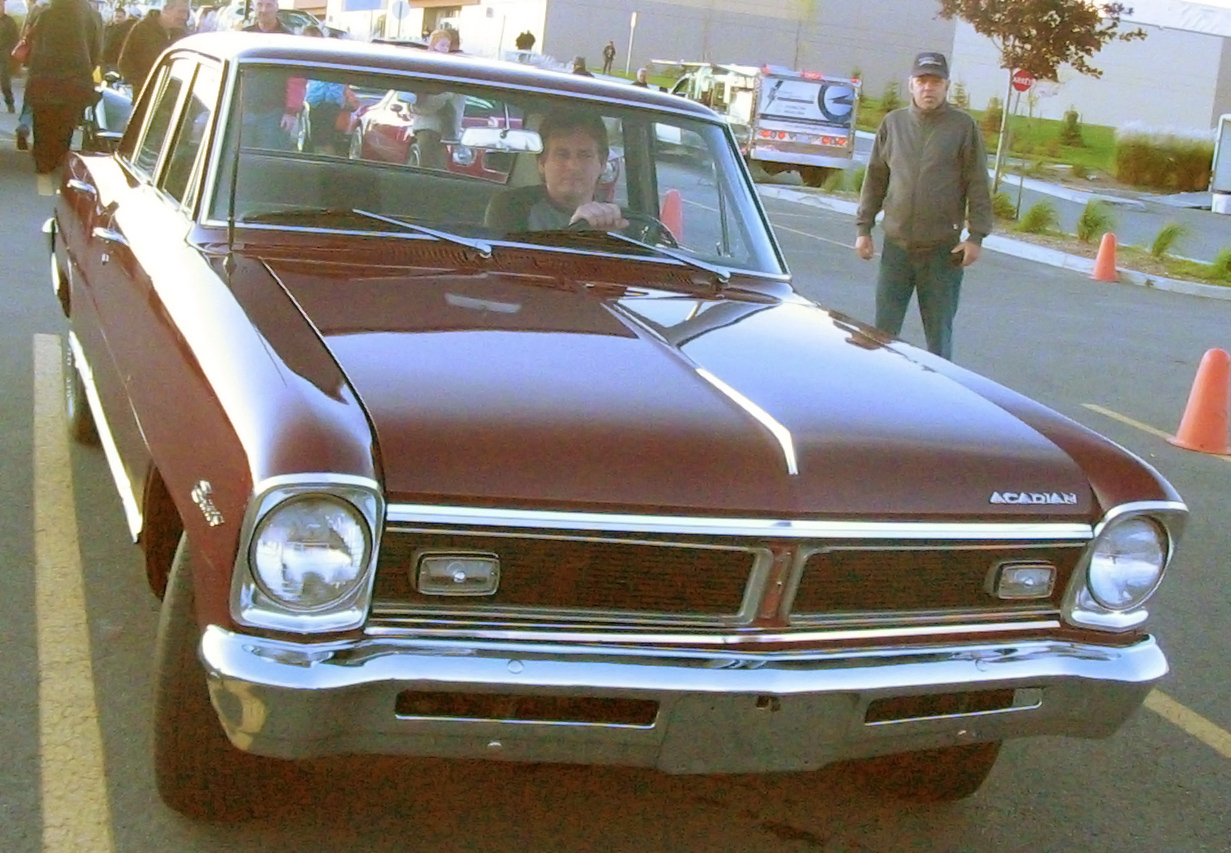
1967 Acadian Canso

### Sport Deluxe
В конце 1960-х годов подразделение Chevrolet выпускало маслкары Chevelle Super Sport и SS 396, которые отличались высокой производительностью, ковшеобразными сиденьями и спортивными полосами. В Канаде Beaumont выпускал аналогичную модель, Sport Deluxe (SD). В 1966 году SD был объединён с шестицилиндровым двигателем Chevrolet объёмом 230 кубических дюймов, V-образным восьмицилиндровым двигателем объёмом 283—327 кубических дюймов или же двигателем V8 Mark IV объёмом 396 кубических дюймов с большим блоком цилиндров, а также тем же опциональным пакетом ковшеобразных сидений/консоли, что и у Chevelle SS 396, включая отделку и эмблемы. Примерно до начала декабря 1966 года пакет опций Beaumont Sport Deluxe устанавливался на Beaumont Custom A51. С начала декабря 1966 года Sport Deluxe стал уникальной моделью, а не просто опцией на Custom. Когда SD стала отдельной моделью, ковшеобразные сиденья Strato и напольная консоль стали опцией, тогда как ранее пакет опций A51 включал эти элементы. Многие коллекционеры считают Beaumont SD396 даже более желанным, чем Chevelle SS 396, так как он гораздо более редкий. Многие Acadian и Beaumont пострадали от суровых канадских зим, страдая от ржавчины и механического износа, оставив очень мало оригинальных экземпляров, в дополнение к гораздо более низкому производству по сравнению с аналогичными моделями Chevrolet.
Эквивалент Acadian, Canso Sport Deluxe, предлагался в качестве аналогичного пакета, эквивалентного Chevy II Super Sport, который включал в себя те же ковшеобразные сиденья Strato, консоль и напольное переключение передач, а также уникальную отделку SD и эмблемы. Лучшим вариантом производительности для любого Acadian, включая Canso SD, был двигатель L79 V8 объёмом 327 кубических дюймов, мощностью 350 л. с. (только в 1966 году), а также трёх-, либо четырёхступенчатая механическая трансмиссия.
В конце 1960-х годов Beaumont также продавался в Пуэрто-Рико. Кафетерий Beaumont на самом деле располагался вместе с местным дилером Beaumont в Сан-Хуане.

## Pontiac Acadian (1976—1987)

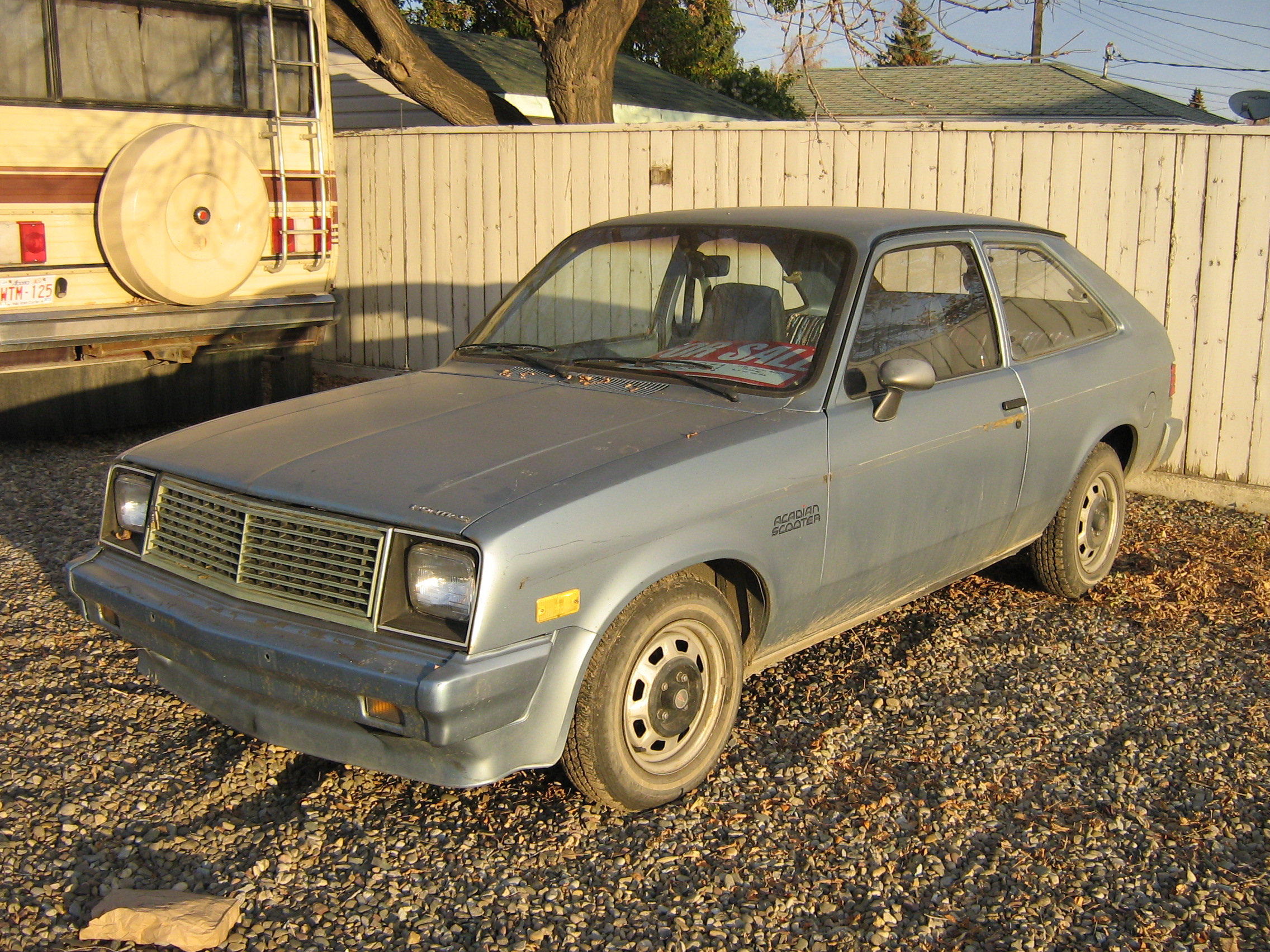
1986 Pontiac Acadian Scooter

С 1976 по 1987 год Pontiac Acadian являлся версией Chevrolet Chevette, продававшейся канадскими дилерами Pontiac-Buick, первоначально идентичной Chevette, за исключением эмблемы, но перенявшей отчётливо «понтиакские» дизайнерские черты американского рынка Pontiac T1000 после появления этой модели в 1981 году. Кроме того, в 1981 году канадские дилеры Pontiac получили модель T1000 (так назывался американский автомобиль на платформе T-body). В 1983 году автомобиль просто переименовали в 1000, вплоть до его снятия с производства в 1985 году в Канаде. Таким образом, в течение 5 лет у Pontiac Canada было две версии автомобилей на платформе T-body для продажи: Acadian, T1000 или 1000. Pontiac 1000 выпускался в Канаде до 1985 года, затем до 1987 года автомобили делали в США.